# Petinomys hageni
Petinomys hageni — вид гризунів родини Sciuridae. Це ендемік Індонезії. Цей вид веде нічний та деревний спосіб життя, мешкає в первинному лісі, хоча на місці збору на Суматрі його описували як такого, що мешкає на дуріанах (Durio) та їсть капок (Bombax ceiba) перед будинком колекціонера, тому він, ймовірно, не обмежується виключно первинним лісом.

## Характеристики
P. hageni досягає довжини тіла від 22 до 26 сантиметрів, а хвоста — близько 22 сантиметрів, а важить приблизно від 350 до 400 грамів. Забарвлення спини та голови залізно-сіре з коричневими кінчиками волосся; верхня поверхня ковзyих перетинок чорна з червонувато-коричневими кінчиками волосся. Смуга волосся з чорними кінчиками тягнеться від носа навколо очей до вух на голові. Нижній бік тіла білий з червонувато-коричневими відтінками, а хвіст коричневий.

## Спосіб життя
Даних чи спостережень щодо способу життя P. hageni немає. Її спосіб життя, ймовірно, нагадує спосіб життя інших летяг; вона веде деревний спосіб життя, переважно нічний, і харчується рослинами.